# Claudemir Vítor
Claudemir Vítor Marques, mais conhecido como Vítor (Mogi Guaçu, 28 de setembro de 1972), é um ex-futebolista brasileiro.[carece de fontes?] É um dos jogadores brasileiros que participaram de mais conquistas de Libertadores, com três, defendendo São Paulo, Cruzeiro e Vasco — ele não estava inscrito na edição de 1992, embora já fizesse parte do elenco profissional.
A principal característica de Vítor era sua velocidade. Ele surgiu no São Paulo pouco depois de Cafu, também lateral-direito. Com dois jovens promissores para a mesma posição, Cafu acabaria deslocado para a meia direita. Vítor marcou um dos cinco gols são-paulinos na goleada por 5 a 1 sobre a Universidad Católica, do Chile, na primeira partida da decisão da Libertadores de 1993. Essa época coincidiu com uma grande fase em sua carreira, incluindo suas duas única partidas com a camisa da seleção brasileira, em novembro de 1992, contra a Polônia, e em março de 1993, contra o Uruguai.
Pouco depois foi emprestado ao Real Madrid, que só o teria aceitado por não conseguir trazer Cafu. Anos mais tarde, a imprensa que cobre o clube madridista consideraria Vítor a quinta pior contratação da história do clube. O próprio Vítor admite que não passou por boa fase na Espanha. Em entrevista ao Uol Esporte em 2011 declarou: "Eu estava muito bem no São Paulo e fui para o Real. Cheguei lá no início da temporada deles. Colocaram-me para fazer só treino físico. Mas eu já estava voando. Isso me prejudicou. Eu entendo que foi o momento errado de ir para o Real. Fiz poucos jogos, sofri lesão e praticamente não teve ninguém para me tratar. Me recordo de fazer sozinho exercício de recuperação na academia sem nenhum médico do clube por perto. O Cerezo tinha até me aconselhado: 'Fica até o fim do ano no São Paulo e vai para o Real só depois.' Mas não me arrependo. Foi muito positivo para mim."
Menos de seis meses depois estava de volta ao Morumbi, onde disputou a temporada de 1994, mas no início do ano seguinte foi emprestado ao Corinthians, onde foi saudado por causa da semelhança física com o ex-lateral-direito corintiano Zé Maria. No Parque São Jorge conquistou os títulos paulista e da Copa do Brasil daquele ano. De lá foi para o Cruzeiro, onde sagrou-se campeão da Libertadores de 1997. No ano seguinte, em novo clube, o Vasco, novamente foi campeão da Libertadores. Ficou marcado com a torcida vascaína pelo drible que levou de Raúl, do Real Madrid, no lance gol que deu aos espanhóis o título da Copa Intercontinental. Acabou voltando ao Cruzeiro na temporada seguinte.
Depois de uma passagem pelo Botafogo em 2000 e de uma temporada no Kocaelispor, da Turquia, nos seus últimos anos de carreira Vítor atuou em times menores, como Inter de Limeira, Osasco FC, Ceará, Mogi Mirim, Juventus-SP e Primavera. Seu último clube foi o Guaçuano, equipe de sua cidade natal, onde encerrou sua carreira, em 2010, quando seu contrato não foi renovado.
Depois de parar de jogar, Vítor passou a trabalhar em projetos sociais voltados a crianças carentes da cidade de Artur Nogueira, no interior do estado de São Paulo.

## Títulos
São Paulo
- Campeonato Paulista: 1991[7]  e 1992[8]
- Campeonato Brasileiro: 1991
- Libertadores: 1993
- Campeão Mundial Interclubes: 1992
- Recopa Sul-Americana: 1994
- Copa Conmebol: 1994

Corinthians
- Campeonato Paulista: 1995[9]
- Copa do Brasil: 1995

Cruzeiro
- Campeonato Mineiro: 1996 e 1997
- Copa do Brasil: 1996
- Libertadores: 1997

Vasco da Gama
- Campeonato Carioca: 1998
- Libertadores: 1998